# Batalla del Cap Teulada

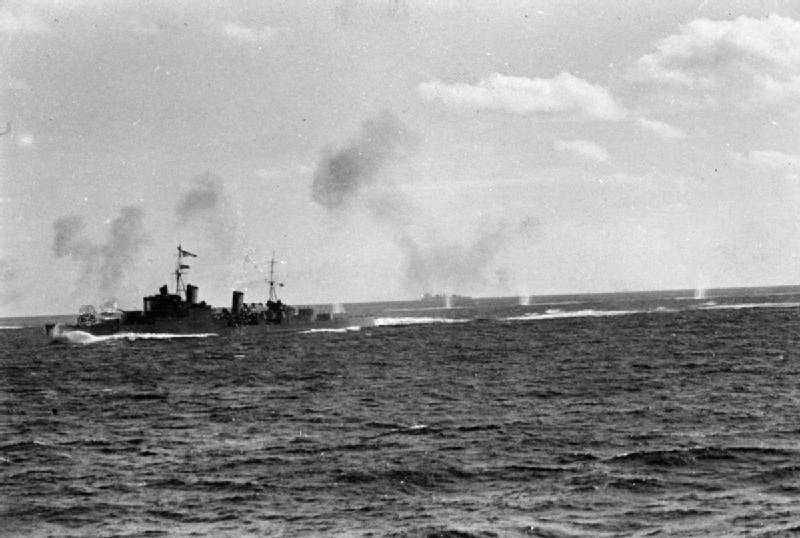
El HMS Southapton en acció

La batalla del Cap Teulada, també coneguda com a batalla del Cap Spartivento, va ser una batalla naval que va tenir lloc durant la batalla de la Mediterrània en la Segona Guerra Mundial. Van lluitar les forces navals de la Royal Navy britànica i de la Regia Marina italiana el 27 de novembre de 1940.

## Orígens
La nit de l'11 de novembre de 1940, els britànics van incapacitar o destruir la meitat dels cuirassats italians durant la batalla de Tàrent. Fins llavors, els italians havien deixat la seva flota de batalla a port, usant-la com a amenaça contra la navegació britànica, encara que mai no abandonés el port. Després de l'atac, els italians s'adonaren que la seva flota no estaria més segura a port que lluitant i començaren a usar la resta d'unitats disponibles.
La nit del 17 de novembre, una flota italiana formada pels cuirassats Vittorio Veneto i Giulio Cesare per interceptar dos portaavions britànics (l'Ark Royal i l'Argus) i diversos creuers, que es dirigien a lliurar avions a Malta (Operació Blanc). El comboi britànic va ser advertit de la seva aproximació i girà cua immediatament tornant cap a Gibraltar, enviant els seus avions (2 Skuas i 12 Hurricanes) prematurament. Un Skua i vuit Hurricanes van perdre's al mar, perquè van quedar-se sense combustible abans que poguessin arribar al seu destí. Es van perdre set pilots.
Aquest èxit italià en desbaratar el reforç aeri de Malta va fer repensar els plans britànics per a un comboi posterior per portar subministraments a l'illa (Operació Collar). El comboi tornà a ser enviat, amb molts més reforços, incloent vaixells de Gibraltar (la Força H) i Alexandria (Força D). El comboi provinent de Gibraltar va ser advertit pels italians, que de nou van salpar per interceptar-lo.

## Batalla
Els britànics, advertits dels moviments de la flota italiana, van dirigir-se al nord per interceptar-los abans que poguessin apropar-se als vaixells de càrrega. A les 11:45 del 27 de novembre, els britànics van ser informats que els italians es trobaven a només 50 milles i preparant-se per a la batalla. La Força D encara no havia arribat des d'Alexandria, i en aquells moments, els britànics tenien menys poder de foc, tot i que només 15 minuts després, la Força D va ser descoberta i la situació va donar la volta. Les dues flotes estaven molt igualades, perquè si bé els italians tenien un abast millor i un foc més dur, els britànics tenien un portaavions que poc abans havia provat ser tan valuós com un cuirassat. No obstant això, el comandant italià havia donat ordres d'evitar el combat llevat que la situació estigués totalment a favor, i per tant, que tingués lloc una batalla decisiva estava totalment descartat.
L'almirall Somerville disposà les seves forces en dos grups principals, amb 5 creuers sota el contraalmirall Lancelot Holland al davant i dos cuirassats i 7 destructors en un segon grup al sud. Molt més al sud, el portaavions HMS Ark Royal s'estava preparant per llançar els seus Fairey Swordfish amb el sol a l'esquena. Els italians estaven organitzats en 3 grups, dos d'ells formats per sis creuers pesants i set destructors i un tercer de dos cuirassats i set destructors al darrere. A les 12:07, la batalla estava a punt de començar amb les forces pràcticament igualades. El Renown avançava a 27 nusos, però una avaria el va obligar a reduir la velocitat, mentre que la resta de vaixells prenien les seves posicions de combat i el comandant italià ordenà que els grups de creuers es reformessin al voltant dels cuirassats i es preparessin per marxar. Car això, en aquells moments, la principal formació de creuer ha estava dirigida cap als britànics i preparada per al combat.
A les 12:22, els grups capdavanters de totes dues forces de creuers van entrar dins del camp de foc i el Fiume obrí foc a 23.500 metres. El foc ràpid entre ambdues forces continuà mentre que la distància entre ells es reduïa, però els italians tenien una potència de foc inferior. El cuirassat HMS Ramillies, que datava de la I Guerra Mundial, era massa lent per mantenir la formació i va haver d'abandonar-la a les 12:26 després d'haver disparat unes poques salves. Quatre minuts després, el vicealmirall Angelo Iachino, comandant del grup de creuers italians, va rebre l'ordre de retirar-se; tot i que la batalla s'inclinava lleugerament al seu favor. Iachino ordenà incrementar la velocitat a 30 nusos, llançar fum i començar la retirada. En aquells moment, el destructor italià Lanciere va rebre una andanada del HMS Manchester, quedant seriosament malmès, tot i que va poder ser remolcat fins a port després de la batalla. El creuer pesant britànic HMS Berwick va rebre un impacte d'un obús de 8 posades a les 12:22, malmetent la seva torre Y i matat 7 homes. A les 12:35 rebé un segon impacte que li causà pocs danys.
Durant els minuts posteriors la situació s'inclinà en favor dels britànics, quan el creuer de batalla HMS Renown tancà la distància sobre els creuers italians. Aquest avantatge va ser negat poc després quan el Vittorio Veneto obrí foc des de 26.500 metres a les 13:00. El Vittorio Veneto disparà 19 obusos en 7 salves des de llarga distància, i això va ser suficient per a uns creuers britànics superats. Ambdues forces es retiraren; i la batalla va concloure en només 54 minuts i causant pocs danys entre els combatents.

## Ordre de batalla

### Regia Marina
- 1a Esquadra naval - Amirall d'Esquadra Inigo Campioni
  - 2 cuirassats: Vittorio Veneto Giulio Cesare
  - 9 destructors:
    - VII Esquadrilla: Freccia, Saetta, Dardo
    - XIII Esquadrilla: Granatiere, Fuciliere, Bersagliere i Alpino
- 2a Esquadra Naval - Amirall Angelo Iachino
  - 6 creuers pesants: 
    - 1a Divisió: Fiume, Gorizia, Pola
    - 3a Divisió: Bolzano, Trieste, Trento.

  - 7 destructors:
    - IX Esquadrilla: Vittorio Alfieri, Giosué Carducci, Vincenzo Gioberti, Alfredo Oriani
    - XII Esquadrilla: Lanciere (danyat), Ascari, Carabiniere
- Aeronautica de Sardenya:
  - 3r Grup: 28 caces Fiat CR.32
  - 27è, 28è i 38è Grups (equipats amb bombarders Savoia-Marchetti S.M.79)
  - 93è i 94è Grups (equipats amb hidroavions de reconeixement i bombardeig CANT Z.506)
  - 124è Esquadrilla d'Observació Aèria (equipada amb IMAM Ro.37)

### Royal Navy
- Contraalmirall Lancelot Holland
  - 1 creuer pesant: HMS Berwick (danyat)
  - 4 creuers lleugers: HMS Manchester, Newcastle, Sheffield, Southampton
- Almirall Sir James Somerville
  - 1 cuirassat: HMS Ramillies
  - 1 creuer de batalla: HMS Renown
  - 9 destructors: HMS Encounter, Faulknor, Firedrake, Forester, Fury, Gallant, Greyhound, Griffin, Hereward
- No van entrar en combat
  - 1 portaavions: HMS Ark Royal (portava 12 caces, 12 bombarders en picat i 40 torpediners)
  - 2 destructors: HMS Jaguar, Kelvin
- escorta i comboi
  - 1 creuer antiaeri: HMS Coventry
  - 1 creuer lleuger: HMS Despatch
  - 3 destructors: HMS Duncan, Hotspur, Wishart
  - 4 corbetes: Peony, Salvia, Gloxinia i Hyacinth
  - 4 fragates